# 線形都市

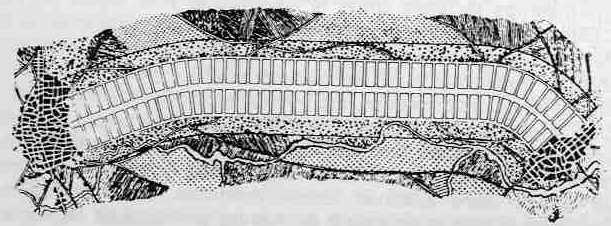
アルトゥーロ・ソリアが提案した線形都市の構想。

線形都市 (せんけいとし、英語：Linear city)は、1882年にアルトゥーロ・ソリア・イ・マータが提唱した主要な交通路線を軸とし、これに沿って住宅地や商業地などが線状に発展する都市計画である。
線状都市、帯状都市とも呼ぶ。

## 概要

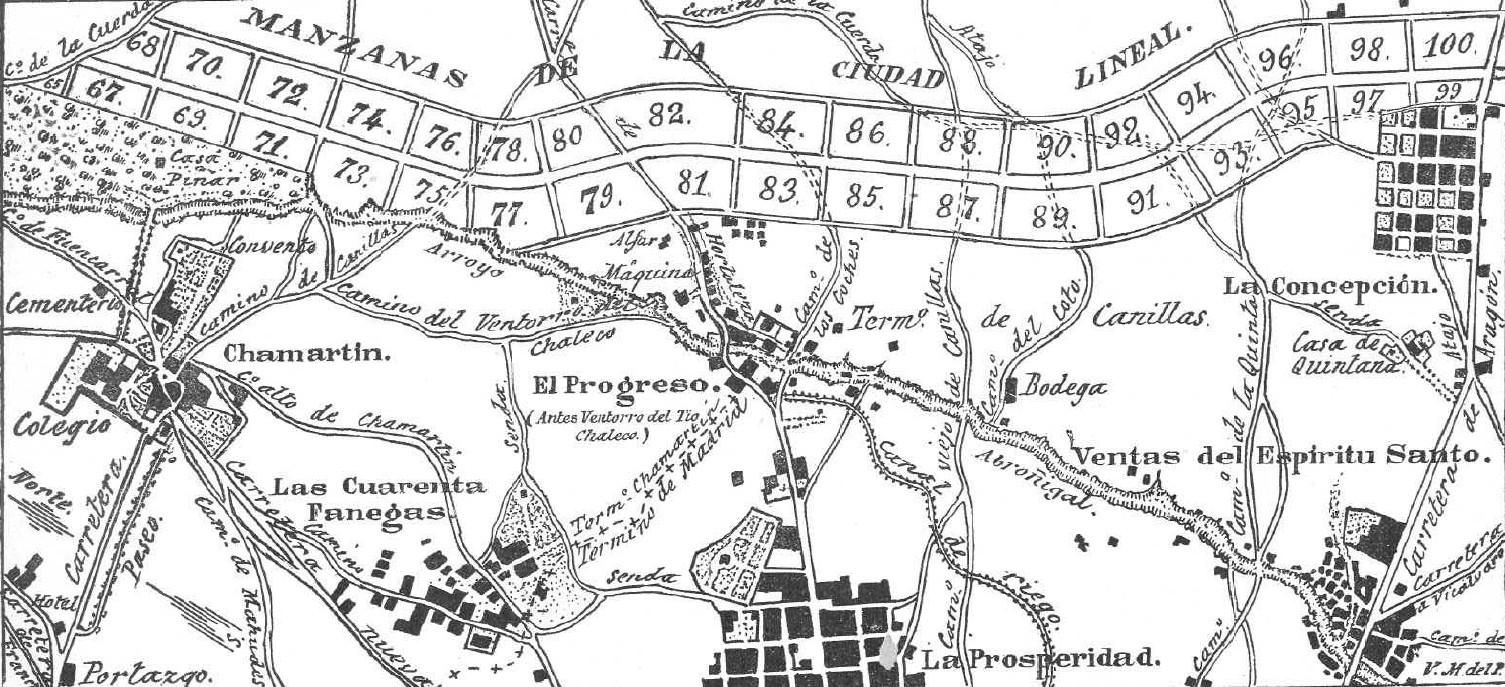
線形都市のモデル図の例。

1882年、スペインのマドリードは交通や人口過密、不衛生といった問題がいくつもあった。それを解消するにあたって、アルトゥーロ・ソリア・イ・マタが導き出した解決策は線形都市という概念だった。 線形都市は、縦横の幅と長さが決まっている土地に沿って、工場や住宅が配置され、一定の間隔で道路が交差し、植物に囲まれた住宅地と、交差点に位置する商業施設や公共施設から構成されていた。彼はマドリードをより自然都市にするために、この案を考え出しマドリード市内に導入した。郊外は人口が少なく、自然を取り入れるのは十分であった。自然との融合を図るため、街路樹を何列にも植え、住宅には庭や果樹園が設けられた。このコンセプトは1930年代に、ソ連の都市計画家ミリューチンが都市開発を行ったマグニトゴルスクやスターリングラードなどがあるが、それらはこの計画が元となっている。 

## 批判
しかし、この線形都市は批判もあった。例えば、片方の方面にしか開発できないことによる都市形成の遅さや、他の都市との接続と移動方向の選択の限界などがある。